# New Worlds
New Worlds è stata una rivista di fantascienza britannica nata nel 1936 come fanzine dal titolo Novae Terrae. John Carnell, che nel 1939 ne divenne il direttore, la ribattezzò New Worlds nello stesso anno; fu determinante nel trasformarla in pubblicazione professionale nel 1946 e fu il primo direttore della nuova serie. La rivista divenne il principale periodico di fantascienza nel Regno Unito; il periodo fino al 1960 è stato definito dallo storico della fantascienza Mike Ashley la sua «età dell'oro».
Carnell si arruolò nell'esercito britannico nel 1940, allo scoppio della seconda guerra mondiale, facendo ritorno alla vita civile nel 1946. Riuscì a negoziare per la rivista un accordo editoriale con la Pendulum Publications, ma furono pubblicati soltanto tre numeri di New Worlds prima che la Pendulum fallisse alla fine del 1947. Un gruppo di appassionati di fantascienza fondò una società chiamata Nova Publications per rilanciare la rivista: il primo numero sotto la loro gestione uscì a metà del 1949. New Worlds continuò ad apparire con regolarità fino al numero 20, all'inizio del 1953; un cambio di tipografia provocò poi una pausa nelle uscite. All'inizio del 1954, quando la Maclaren & Sons acquisì il controllo della Nova Publications, la rivista tornò a una cadenza mensile stabile.
Nel 1964 New Worlds fu acquisita da Roberts & Vinter, quando Michael Moorcock ne divenne direttore. Alla fine del 1966, problemi finanziari con il distributore portarono Roberts & Vinter ad abbandonare New Worlds, ma grazie a un contributo dell'Arts Council of Great Britain ottenuto da Brian Aldiss, Moorcock poté continuare a pubblicarla in modo indipendente. Puntò su materiale sperimentale e d'avanguardia, rendendo New Worlds il fulcro della corrente della «New Wave» nella fantascienza. Le reazioni nella comunità fantascientifica furono contrastanti: sostenitori e oppositori della New Wave discussero i meriti di New Worlds nelle fanzine come Zenith-Speculation. Diversi collaboratori regolari di quel periodo, tra cui Brian Aldiss, J. G. Ballard, Thomas M. Disch e lo stesso Moorcock, divennero figure di primo piano nel settore. Nel 1970 l'indebitamento costrinse Moorcock a sospendere la formula di rivista: dopo il numero 201 il titolo proseguì come collana trimestrale in brossura. Il marchio è stato ripreso più volte con il diretto coinvolgimento o l'approvazione di Moorcock; entro il 2021 erano usciti altri 22 numeri in vari formati, comprese diverse antologie.

## Storia editoriale

### Primi anni
Nel 1926 Hugo Gernsback lanciò Amazing Stories, la prima rivista di fantascienza. Furono presto avviate altre testate statunitensi specializzate, come Astounding Stories e Wonder Stories, che circolavano anche nel Regno Unito e iniziarono a nascere organizzazioni di appassionati britannici. Nel 1936 Maurice K. Hanson, un fan residente a Nuneaton, fondò la fanzine Novae Terrae (latino per «nuove terre» o «nuovi mondi») per la sezione locale della Science Fiction League. Trasferitosi a Londra, Hanson fece della fanzine l'organo ufficiale della Science Fiction Association, fondata nel 1937.
Arthur C. Clarke, John Carnell e William F. Temple collaborarono alla produzione di Novae Terrae. Nel 1939 Hanson cedette la direzione a Carnell, che rinumerò la rivista ripartendo dal volume 1 numero 1 e la ribattezzò New Worlds; il primo numero sotto il suo controllo era datato marzo 1939. Carnell voleva trasformare New Worlds in una rivista professionale e, tramite lo scrittore W. J. Passingham, avviò contatti con un editore chiamato The World Says Ltd. Nel gennaio 1940 gli fu chiesto di preparare tre numeri, e lui e Passingham investirono ciascuno 50 sterline per le spese. Carnell chiese racconti ad autori britannici come John F. Burke, C. S. Youd e David McIlwain, acquisendo Lost Legion di Robert A. Heinlein; ma nel marzo dello stesso anno contrasti interni portarono al collasso della The World Says. Il direttore Alfred Greig tornò in Canada senza rimborsare Carnell e Passingham, senza che quei numeri fossero mai stampati.
| | primavera | primavera | primavera | estate | estate | estate | autunno | autunno | autunno | inverno | inverno | inverno |
| | Gen       | Feb       | Mar       | Apr    | Mag    | Giu    | Lug     | Ago     | Set     | Ott     | Nov     | Dic     |
| --- | --------- | --------- | --------- | ------ | ------ | ------ | ------- | ------- | ------- | ------- | ------- | ------- |
| 1946 |           |           |           |        |        |        | 1/1     |         |         | 1/2     |         |         |
| 1947 |           |           |           |        |        |        |         |         |         | 1/3     |         |         |
| 1948 |           |           |           |        |        |        |         |         |         |         |         |         |
| 1949 |           |           |           | 2/4    |        |        |         |         | 2/5     |         |         |         |
| 1950 |           |           | 2/6       |        |        | 3/7    |         |         |         |         |         | 3/8     |
| 1951 |           |           | 3/9       |        |        | 3/10   |         |         | 4/11    |         |         | 12      |
| 1952 | 13        |           | 14        |        | 15     |        | 16      |         | 17      |         | 18      |         |
| 1953 | 19        |           | 20        |        |        | 21     |         |         |         |         |         |         |
| 1954 |           |           |           | 22     | 23     | 24     | 25      | 26      | 27      | 28      | 29      | 30      |
| 1955 | 31        | 32        | 33        | 34     | 35     | 36     | 37      | 38      | 39      | 40      | 41      | 42      |
| 1956 | 43        | 44        | 45        | 46     | 47     | 48     | 49      | 50      | 51      | 52      | 53      | 54      |
| Numeri di New Worlds dall'inizio al 1956, con indicazione volume/numero. John Carnell fu direttore per tutto il periodo. Quattro dei primi cinque numeri riportavano solo l'anno; il numero 3 non era datato. La sottolineatura indica i numeri con la stagione nel titolo (es. «Primavera 1951»). |           |           |           |        |        |        |         |         |         |         |         |         |

Carnell si arruolò nella Royal Artillery, operò con le Combined Operations e nel Naval Bombardment. Tornato alla vita civile nel gennaio 1946, incontrò lo scrittore Frank Edward Arnold, che stava lavorando con la Pendulum Publications a una nuova collana di fantascienza. Arnold lo presentò a Stephen D. Frances, direttore della Pendulum. Frances credeva nelle potenzialità commerciali della fantascienza e, poiché Carnell conservava ancora il portafoglio di racconti preparato nel 1940, la Pendulum accettò di trasformare New Worlds in una rivista professionale. Il primo numero uscì nel luglio 1946, sebbene non recasse data. La tiratura iniziale fu di 15.000 copie, ma ne furono vendute soltanto 3.000, un risultato molto deludente.
Carnell ritenne che una parte del problema fosse la debolezza grafica della copertina. Propose un nuovo progetto, ispirato alle copertine di due riviste statunitensi, affidandolo all'artista Victor Caesari: la scena spaziale risultante divenne la copertina del secondo numero, uscito nell'ottobre 1946; grazie anche all'investimento promozionale di Pendulum, le vendite migliorarono notevolmente e il secondo numero andò esaurito. Pendulum rilegò le copie residue del primo numero con la seconda copertina, e le riprezzò a 1/6 (7,5 pence); i primi due numeri erano stati venduti a 2/- (10 pence). La nuova copertina e il nuovo prezzo piacquero al pubblico e anche il primo numero, nella veste rinnovata, andò presto esaurito.
Nell'ottobre 1947 la Pendulum pubblicò ancora un numero, poco prima del fallimento, lasciando New Worlds senza editore. La rivista fu salvata da un gruppo di appassionati che, dal 1946, si incontravano ogni giovedì al White Horse, un pub di New Fetter Lane, vicino a Fleet Street. In uno di quegli incontri si propose di costituire una società per rilanciare New Worlds; uno dei presenti, Frank Cooper, da poco congedato dalla Royal Air Force, si offrì di verificare i passi necessari per avviare una nuova società.

### Nova Publications
Nel maggio 1948, a una convention londinese di fantascienza, Carnell annunciò che i piani per costituire una nuova società, Nova Publications Ltd, erano a buon punto.  Nova raccolse 600 sterline di capitale e fu avviata all'inizio del 1949. I sei amministratori iniziali erano: presidente John Wyndham; quindi G. Ken Chapman, Frank Cooper, Walter Gillings, Eric C. Williams e John Carnell. Fu trovata una tipografia vicino a Stoke Newington, dove Cooper aveva la sede, così in giugno apparve il primo numero (numerato 4, in continuità con i tre della Pendulum). Si pianificò un'uscita regolare trimestrale, per poi passare al bimestrale. Per contenere i costi, Nova decise di gestire direttamente la distribuzione; non fu semplice, ma Cooper e il suo assistente Les Flood ottennero risultati sufficienti perché in luglio si decidesse di procedere con la cadenza trimestrale. Un quinto numero uscì in settembre e il sesto all'inizio dell'anno successivo, datato Primavera 1950.
Nel 1950, con New Worlds ormai su cadenza trimestrale, Nova Publications decise di lanciare una rivista gemella, Science Fantasy. Fu scelto Walter Gillings come direttore, ma dopo due numeri venne sostituito da Carnell, sia perché Nova non poteva permettersi due stipendi redazionali, sia per «differenze fondamentali di vedute». Alla fine del 1951 New Worlds passò al bimestrale e a metà anno raggiunse una tiratura di 18.000 copie. Il prezzo era stato ridotto a 1/6 con il terzo numero, ma con l'aumento del costo della carta Nova cercò una tipografia più economica. Il nuovo tipografo, The Carlton Press, avrebbe dovuto prendere in carico la produzione col numero di maggio 1953 (n. 21), ma l'uscita slittò a giugno 1953. Il numero risultò mal confezionato, con grande disappunto del consiglio di Nova, e ulteriori scioperi tipografici causarono ritardi. Nova scoprì che The Carlton Press era un semplice intermediario senza impianti di stampa: appaltava i lavori ad altri stampatori e riusciva a farli eseguire solo saldando prima i debiti pregressi. Il numero 22 subì rinvii ripetuti: le bozze uscirono ad agosto, con promessa d'uscita a novembre, ma anche quella scadenza non fu rispettata e Carnell ricevette una copia della tiratura solo nel gennaio 1954. La copia era datata 1953 (senza il mese) e, risultando inutilizzabile per la distribuzione nel 1954, Carnell rifiutò l'intera tiratura.
Mentre la disputa con i tipografi era in corso, Carnell e il giornalista Maurice Goldsmith organizzarono un piccolo convegno di noti autori di fantascienza, tra cui Arthur C. Clarke e John Wyndham. Goldsmith ne scrisse su Illustrated, settimanale illustrato, attirando col suo articolo l'attenzione di Maclaren & Sons Ltd, editore tecnico interessato a lanciare una nuova rivista di fantascienza. Carnell rifiutò inizialmente per lealtà verso la Nova Publications, ma successive trattative portarono infine Maclaren a rilevare la Nova, con l'impegno di pubblicare New Worlds su base mensile e Science Fantasy su base bimestrale. Nel gennaio 1954, quando The Carlton Press consegnò l'erroneo numero 22, l'acquisizione da parte di Maclaren era completata, e il loro ufficio legale fu determinante per risolvere la controversia. La tipografia che aveva stampato il numero, non pagata da Carlton, ottenne un'ingiunzione per sequestrare le copie onde evitare che fossero vendute per recuperare i costi. Carnell trattenne l'unica copia ricevuta a gennaio: si ritiene che sia l'unico esemplare esistente della versione Carlton di quel numero, poiché il resto della tiratura fu distrutto dopo la causa. Il dipinto di copertina di Gerard Quinn venne poi riutilizzato sul n. 13 di Science Fantasy e tutti i racconti e i materiali redazionali apparvero sui numeri successivi di New Worlds nel corso dell'anno.
Il sostegno finanziario di Maclaren rese possibile, con l'apparizione del n. 22 nell'aprile 1954, l'avvio di una regolare cadenza mensile durata fino al 1964, con un solo intoppo: una vertenza tipografica nel 1959 ritardò il numero di agosto, accorpato a quello di settembre. Nonostante la stabilità, la diffusione di New Worlds iniziò a calare all'inizio degli anni sessanta. Nova Publications aveva lanciato una terza rivista, Science Fiction Adventures, nel 1958, ma sia questa sia Science Fantasy perdevano lettori e nel maggio 1963 Science Fiction Adventures fu cancellata. Nel settembre di quell'anno il consiglio di Nova decise di chiudere sia New Worlds sia Science Fantasy e, in preparazione al cambiamento, nel dicembre 1963 Carnell firmò un contratto per dirigere una serie di antologie originali, New Writings in SF, per l'editore Dennis Dobson.

### Roberts & Vinter
|                                                                                    | Gen | Feb | Mar | Apr | Mag | Giu | Lug | Ago | Set | Ott | Nov | Dic |
| ---------------------------------------------------------------------------------- | --- | --- | --- | --- | --- | --- | --- | --- | --- | --- | --- | --- |
| 1957                                                                               | 55  | 56  | 57  | 58  | 59  | 60  | 61  | 62  | 63  | 64  | 65  | 66  |
| 1958                                                                               | 67  | 68  | 69  | 70  | 71  | 72  | 73  | 74  | 75  | 76  | 77  | 78  |
| 1959                                                                               | 79  | 80  | 81  | 82  | 83  | 84  | 85  | 86  |     | 87  | 88  | 89  |
| 1960                                                                               | 90  | 91  | 92  | 93  | 94  | 95  | 96  | 97  | 98  | 99  | 100 | 101 |
| 1961                                                                               | 102 | 103 | 104 | 105 | 106 | 107 | 108 | 109 | 110 | 111 | 112 | 113 |
| 1962                                                                               | 114 | 115 | 116 | 117 | 118 | 119 | 120 | 121 | 122 | 123 | 124 | 125 |
| 1963                                                                               | 126 | 127 | 128 | 129 | 130 | 131 | 132 | 133 | 134 | 135 | 136 | 137 |
| 1964                                                                               | 138 | 139 | 140 | 141 | 142 |     | 143 |     | 144 |     | 145 |     |
| 1965                                                                               | 146 | 147 | 148 | 149 | 150 | 151 | 152 | 153 | 154 | 155 | 156 | 157 |
| 1966                                                                               | 158 | 159 | 160 | 161 | 162 | 163 | 164 | 165 | 166 | 167 | 168 | 169 |
| 1967                                                                               | 170 |     | 171 | 172 |     |     | 173 | 174 | 175 | 176 | 177 | 178 |
| Numeri di New Worlds dal 1957 al 1967. I colori indicano i direttori delle uscite. |     |     |     |     |     |     |     |     |     |     |     |     |

I periodici furono inaspettatamente salvati da David Warburton della casa editrice londinese Roberts & Vinter. Il tipografo che stampava New Worlds e Science Fantasy incontrò Warburton in un pub e gli disse che cercava lavoro aggiuntivo per riempire i vuoti lasciati in tipografia dalla cessazione delle riviste. Roberts & Vinter avevano difficoltà a ottenere una buona distribuzione per i loro titoli, per lo più thriller violenti, e erano interessati ad acquisire testate più rispettabili che li aiutassero a penetrare nella rete distributiva britannica, fortemente dipendente da W.H. Smith e John Menzies. Il socio di Warburton, Godfrey Gold, gestiva un'azienda collegata a Roberts & Vinter che pubblicava riviste di pin-up; anche Gold aveva bisogno di migliorare la distribuzione.
Quando Michael Moorcock, che ormai aveva iniziato a vendere racconti a Carnell, seppe dei piani di chiusura di New Worlds e Science Fantasy, scrisse una lettera (pubblicata sul n. 141) lamentando la perdita per il campo della fantascienza britannica di entrambe le riviste e dello stesso Carnell. Carnell non voleva continuare a dirigere le riviste oltre a New Writings in SF e raccomandò Moorcock a Warburton. Anche Kyril Bonfiglioli, mercante d'arte di Oxford amico di Brian Aldiss, manifestò interesse. Warburton diede a Moorcock la scelta di quale rivista dirigere: Moorcock scelse New Worlds e Bonfiglioli divenne il nuovo direttore di Science Fantasy. Moorcock voleva passare a un grande formato e mostrò a Warburton un numero campione che aveva preparato, ma Warburton impose il formato «tascabile» per uniformarlo agli altri loro titoli, pur impegnandosi a riconsiderare il formato se le vendite fossero migliorate. Il primo numero sotto Moorcock fu il 142 (maggio/giugno 1964). Inizialmente la cadenza fu bimestrale, ma all'inizio del 1965 tornò a una mensilità regolare.
Nel luglio 1966 il distributore di Roberts & Vinter, Thorpe & Porter, fallì lasciando loro un'ingente esposizione. La pressione economica spinse Roberts & Vinter a concentrarsi sulle testate più redditizie e a pianificare la chiusura sia di Science Fantasy sia di New Worlds. Venuti a conoscenza dei piani, Moorcock e Warburton valutarono di costituire una società separata per continuare New Worlds, mentre Brian Aldiss contattò figure letterarie di rilievo come J. B. Priestley, Kingsley Amis, Marghanita Laski e Angus Wilson per sostenere una richiesta di finanziamento all'Arts Council of Great Britain alla fine del 1966. All'inizio di gennaio 1967 Aldiss apprese che la richiesta sarebbe stata accolta, con un contributo di 150 sterline a numero, sebbene la certificazione del finanziamento si prolungasse almeno fino a maggio. Il contributo bastava a proseguire la rivista, pur non coprendone tutti i costi. Occorreva però un editore: Fontana e Panther Books si dissero interessate, ma la promessa del finanziamento e il prestigio di un sostegno dell'Arts Council convinsero Warburton a restare coinvolto personalmente. Mentre le trattative erano in corso, si allestirono due numeri con materiali d'archivio e racconti donati. Roberts & Vinter nel frattempo aveva cessato di esistere; una società collegata, Gold Star Publications, pubblicò questi due numeri con garanzie finanziarie personali di Warburton e Aldiss. I due numeri uscirono nel marzo e nell'aprile 1967, ma quest'ultimo fu per errore datato «marzo» nell'indicia. Science Fantasy, ribattezzata SF Impulse, non proseguì e fu fusa in New Worlds a partire dal primo numero Gold Star, senza che elementi grafici o contenutistici di SF Impulse comparissero in New Worlds.

### Arts Council
| | primavera | primavera | primavera | estate | estate | estate | autunno | autunno | autunno | inverno | inverno | inverno |
| | Gen       | Feb       | Mar       | Apr    | Mag    | Giu    | Lug     | Ago     | Set     | Ott     | Nov     | Dic     |
| --- | --------- | --------- | --------- | ------ | ------ | ------ | ------- | ------- | ------- | ------- | ------- | ------- |
| 1968 |           | 179       | 180       | 181    |        |        | 182     |         |         | 183     | 184     | 185     |
| 1969 | 186       | 187       | 188       | 189    | 190    | 191    | 192     | 193     | 194     |         | 195     | 196     |
| 1970 | 197       | 198       | 199       | 200    |        |        |         |         |         |         |         |         |
| 1971 |           |           | 201       |        |        |        |         |         | #1      |         |         | #2      |
| 1972 |           |           | #3        |        |        | #4     |         |         |         |         |         |         |
| 1973 | #5        |           |           |        |        |        |         |         | #6      |         |         |         |
| 1974 |           |           |           |        |        |        |         |         |         |         |         | #7      |
| 1975 |           |           | #8        |        |        |        |         |         |         |         | #9      |         |
| 1976 |           |           |           |        |        |        |         | #10     |         |         |         |         |
| 1977 |           |           |           |        |        |        |         |         |         |         |         |         |
| 1978 |           |           | 212       |        |        | 213    |         |         |         |         | 214     |         |
| 1979 |           |           | 215       |        |        |        |         |         | 216     |         |         |         |
| Numeri di New Worlds dal 1968 al 1979. Dal 1971 al 1976 New Worlds fu un'antologia in brossura, New Worlds Quarterly, numerata 1–10. La sottolineatura indica i numeri con la stagione nel titolo. I colori identificano i vari direttori. |           |           |           |        |        |        |         |         |         |         |         |         |

La società che Warburton e Moorcock costituirono per proseguire New Worlds si chiamò Magnelist Publications. Riesaminato il numero campione preparato da Moorcock, Warburton accettò il passaggio al formato più grande. Il primo numero Magnelist uscì nel luglio 1967, inaugurando una regolare cadenza mensile. Moorcock rimase direttore con Langdon Jones come vice e Charles Platt come impaginatore. Warburton cessò il proprio coinvolgimento dopo il numero di novembre, ma la rivista fu nuovamente salvata da Sylvester Stein della Stonehart Publications.
Ritardi portarono alla fusione dei numeri di dicembre 1967 e gennaio 1968 in un'unica uscita; la mensilità riprese in seguito. Nel marzo 1968 fu pubblicata la terza puntata del romanzo Jack Barron e l'eternità (Bug Jack Barron) di Norman Spinrad, con alcune scene sessuali esplicite. Un parlamentare protestò alla Camera dei Comuni accusando l'Arts Council di «sponsorizzare oscenità»; poco dopo W.H. Smith e John Menzies, i due principali canali per le riviste nel Regno Unito, ritirarono il periodico dalla vendita. La polemica coincise con l'esame del rinnovo del contributo da parte dell'Arts Council e parve per un momento che New Worlds dovesse chiudere, ma il finanziamento fu infine riconfermato. Grazie anche alla pubblicità e a un consistente apporto economico personale di Moorcock, la rivista poté sopravvivere.
La perdita di ricavi causata dal ritiro dalle vendite del numero di marzo 1968 fu aggravata da un temporaneo bando in Sudafrica, Nuova Zelanda e Australia e dalla decisione di John Menzies di non rifornirsi più di New Worlds. W.H. Smith lasciò la decisione ai singoli responsabili di filiale. Stonehart, insoddisfatta, rifiutò di pagare i tipografi, che trattennero le copie stampate. Il denaro dell'Arts Council era destinato ai collaboratori, ma una controversia sul contributo portò Stonehart a non pagarli. I divieti di distribuzione ebbero risonanza negativa sulla stampa. Il contributo fu rinnovato, ma alla fine dell'anno Moorcock saldò personalmente collaboratori e tipografia, interruppe i rapporti con Stein e Stonehart dopo il numero di luglio 1968 e cambiò distributore, passando all'indipendente Moore Harness (Time Out, Private Eye).
Senza una distribuzione affidabile presso le principali catene, New Worlds dovette contare su canali alternativi e sugli abbonamenti. La rivista non era particolarmente redditizia e, poiché Moorcock non aveva costituito una società editoriale, rispondeva personalmente dei costi. Per fare cassa, dall'inizio del 1968 scrisse romanzi fantasy a ritmo serrato e, dall'inizio del 1969, affidò il lavoro redazionale ad altri, soprattutto a Charles Platt e Langdon Jones. La mensilità fu rispettata da gennaio a luglio 1969, finché si scoprì che metà della tiratura (20.000 copie) veniva trattenuta dai distributori. Moorcock tentò di riorganizzare riducendo il numero di pagine di ciascun fascicolo e, dovendo tornare a scrivere il più possibile per coprire le spese della rivista, affidò quasi interamente la redazione a Charles Platt (con turnazioni tra altri collaboratori nei fascicoli successivi). Indebitato per 3.000 sterline e, insieme alla decisione dell'Arts Council di non rinnovare il contributo, non ebbe altra scelta che cessare la periodicità mensile e organizzare una cadenza trimestrale in formato tascabile con Sphere Books. Il fascicolo di aprile 1970, il n. 200, fu l'ultimo distribuito in edicola; un ulteriore numero fu preparato e inviato agli abbonati come Special Good Taste Issue nel marzo successivo.

### Altre incarnazioni
Quando fu chiaro che la rivista avrebbe dovuto chiudere, Moorcock raggiunse un accordo con Sphere Books per proseguire New Worlds come antologia trimestrale in brossura. Sphere pubblicò otto numeri, ma la periodicità trimestrale non fu rispettata dopo il quarto; l'ottavo apparve nel 1975. Sei numeri furono ristampati negli Stati Uniti. I primi fascicoli andarono bene commercialmente, con circa 25.000 copie vendute (senza contare gli USA). Moorcock cedette la direzione a Charles Platt a partire dal sesto volume e poi a Hilary Bailey, per dedicarsi maggiormente alla scrittura; commentò anche che ormai «avevo perso il tocco editoriale (non riuscivo più a leggere fantascienza)». Sphere cancellò la serie dopo altri due numeri; fu brevemente ripresa da Corgi Books, ma le vendite furono deboli e Corgi interruppe con New Worlds 10 nel 1976, benché secondo Moorcock lui e Bailey avessero deciso di chiudere dopo contrasti con Corgi. Negli USA Berkley Books pubblicò i volumi 1–4; quando rinunciarono, Platt, consulente editoriale presso Avon Books, ristampò altri due volumi, corrispondenti ai nn. 6 e 7 dell'edizione britannica.
Nel 1978 Moorcock riportò in vita la testata in formato fanzine. Tra la primavera del 1978 e il settembre 1979 uscirono altri quattro numeri, stampati professionalmente e con direttori diversi. Seguì una pausa fino al 1991, quando New Worlds riapparve come antologia in brossura diretta da David S. Garnett: uscirono quattro volumi tra il 1991 e il 1994 per Victor Gollancz. Moorcock curò un fascicolo per il cinquantenario nel 1996, e Garnett diresse un'ulteriore uscita dell'antologia. Considerando fanzine, rivista e antologie, la numerazione proseguì dal 212 al 222.
Nel 2021 la testata è stata rilanciata ancora una volta da Nick Gevers e Peter Crowther presso PS Publishing come serie antologica in edizioni tascabili e hardcover limitate e firmate.

## Contenuti e ricezione

### Carnell
Il racconto principale del primo numero di New Worlds fu Le macine degli dei (The Mill of the Gods) di Maurice Hugi. John Russell Fearn contribuì con quattro storie, firmate con il proprio nome e tre pseudonimi, e William Temple pubblicò The Three Pylons, un fantasy che si rivelò il racconto più popolare dell'uscita. Lo storico della fantascienza Mike Ashley considera i due numeri successivi un miglioramento: il secondo numero conteneva The Living Lies di John Wyndham (firmato come "John Beynon"), e il terzo "Inheritance", una storia precoce di Arthur C. Clarke. The Living Lies, sul tema dell'ostilità e della xenofobia mostrata dai coloni terrestri verso i nativi venusiani, fu ristampato su Other Worlds nel 1950, mentre Inheritance apparve successivamente su Astounding Science Fiction.
L'acquisizione della Nova Publications da parte di Maclaren nel 1954 fornì a New Worlds la stabilità necessaria per affermarsi come rivista di punta. Ashley descrive il periodo 1954–1960 come un'"età dell'oro" per la rivista. Carnell pubblicò la prima vendita di J. G. Ballard, Girotondo (Escapement), apparsa nel numero di dicembre 1956; Ballard divenne figura di rilievo nel genere negli anni sessanta. Ballard espresse gratitudine verso Carnell per il sostegno ricevuto: «mi riconobbe fin dalle prime fasi e mi incoraggiò a continuare a scrivere a modo mio». Carnell pubblicò anche gran parte delle prime opere di Brian Aldiss su Science Fantasy e New Worlds. John Brunner, in seguito uno degli autori britannici più di successo, pubblicò di frequente nella rivista, iniziando con Visitors' Book nell'aprile 1955. James White debuttò con Assisted Passage nel numero di gennaio 1953 e avviò la popolare serie Sector General (Stazione ospedale) nel novembre 1957 con il racconto omonimo. John Wyndham, già noto per opere come Il giorno dei Trifidi, iniziò una serie sui Troons nel numero di aprile 1958 con For All the Night. Arthur C. Clarke, autore di successo nel periodo, raramente pubblicava brevi racconti nel mercato britannico, ma pubblicò Who's There nel numero di novembre 1958. Colin Kapp iniziò la serie Unorthodox Engineers con Le ferrovie su Cannis (The Railways up on Cannis) nell'ottobre 1959. Altri scrittori prolifici del tardo anni cinquanta furono J. T. McIntosh, Kenneth Bulmer ed E. C. Tubb.
Secondo Ashley, New Worlds ha influenzato notevolmente lo sviluppo della fantascienza come genere. È stata la rivista che di più ha contribuito al rilancio dello stile speculativo britannico negli anni cinquanta; Roger Luckhurst la definì «la rivista di fantascienza britannica più importante». In particolare, Clarke con Guardian Angel (1950), e le opere di Aldiss, Brunner e Ballard furono molto influenti. Ashley asserisce che New Worlds e Science-Fantasy costituivano «il fondamento della fantascienza di alta qualità in Gran Bretagna». Secondo i sondaggi dell'epoca, la percentuale di lettrici variava tra il 5 e il 15 %, mentre i lettori di età inferiore ai 19 anni erano il 5 % nel 1954, il 18 % nel 1958 e il 31 % nel 1963; parallelamente aumentò la lettura tra lavoratori nella scienza e tecnologia. Tra gli illustratori migliori del periodo si distinsero Brian Lewis, Gordon Hutchings e Gerard Quinn, il cui stile è paragonato a quello di Virgil Finlay. Nel 1957 Carnell cessò l'uso di illustrazioni interne, affermando che «l'arte nei formati digest è ormai antiquata come un caminetto a carbone».

### Moorcock
Secondo Ashley, la qualità di New Worlds iniziò a declinare nei primi anni sessanta. La rivista continuò però a pubblicare serie popolari come Sector General e racconti apprezzati, come The Streets of Ashkelon di Harry Harrison (pubblicato nel settembre 1962), che affrontava lo scontro tra un ateo terrestre e un prete su un altro pianeta; fu acquistato da Aldiss per un'antologia e pubblicato da Carnell dopo sei anni di rifiuti dovuti al contenuto. Ballard continuò a contribuire con racconti convenzionali per il mercato statunitense e pezzi più sperimentali per Carnell, tra cui L’uomo sovraccarico (The Overloaded Man), L’uomo subliminale (The Subliminal Man), Matto (End-Game) e La spiaggia terminale (The Terminal Beach), con temi di stress psicologico, percezione e realtà.

### Moorcock — parte seconda — e la New Wave
Quando Roberts & Vinter decisero di chiudere la rivista nel 1963, Moorcock e Ballard progettarono una nuova rivista disposta a pubblicare materiale sperimentale, come Carnell aveva fatto. Moorcock preparò un numero campione e scrisse che sarebbe stato formato su carta patinata per illustrazioni di qualità, formato simile a Playboy per posizionamento in edicola; avrebbe pubblicato sperimentazione narrativa, come opere di Burroughs e Paolozzi, con tone 'popolari' e incline all'incrocio tra fantascienza, scienza e avanguardia. Scrisse anche a Carnell spiegando che la fantascienza ha bisogno di editor disposti a correre rischi. Quel testo comparve nell'ultimo numero Nova, insieme all'annuncio della direzione di Moorcock, inizialmente inaspettata per lui.
Il primo numero diretto da Moorcock, datato maggio/giugno 1964, portava in copertina un'illustrazione di James Cawthorn per il primo episodio della novella "Equinox" di Ballard; Ballard contribuì anche con una recensione di Dead Fingers Talk di William Burroughs; altri racconti vennero da Brian Aldiss, Barrington Bayley e John Brunner. Moorcock citò nell'editoriale un'intervista radiofonica di Burroughs, secondo cui chi scrive sullo Spazio Avanzato deve inventare tecniche narrative altrettanto avanzate. Nei primi numeri pubblicò testi che incarnavano le sue intenzioni editoriali, come "I Remember, Anita..." di Langdon Jones (settembre/ottobre 1964), con scene erotiche che suscitarono dibattito nelle lettere dei lettori e portarono all'abbandono da parte di alcuni abbonati, benché la tiratura complessiva aumentasse.
Moorcock pubblicò anche racconti con pseudonimi (ad esempio James Colvin), dai toni talvolta tradizionali a opere molto sperimentali come le storie di Jerry Cornelius, che iniziarono con Preliminary Data nell'agosto 1965; pubblicò inoltre la sua novella "Behold the Man" nel settembre 1966, vincitrice del Nebula Award; Ballard scrisse narrazioni tra le più controverse come Tu: coma: Marilyn Monroe (You: Coma: Marilyn Monroe, giugno 1966) e L’assassinio di John Fitzgerald Kennedy considerato come una gara automobilistica in discesa (The Assassination of John Fitzgerald Kennedy Considered as a Downhill Motor Race, marzo 1967). Molti autori trovarono in New Worlds un mercato per il materiale sperimentale: tra altri, Charles Platt, David I. Masson, Barrington Bayley; da USA arrivarono storie di John Sladek, Roger Zelazny e Thomas M. Disch (incluso il romanzo Echo Round His Bones).
Il termine «New Wave» iniziò a essere associato al materiale sperimentale pubblicato da Moorcock, e New Worlds divenne presto la rivista guida del movimento. Oltre al contenuto innovativo, Moorcock mantenne un equilibrio col pubblico tradizionale; come osserva Colin Greenland, «cambiava il contenuto più gradualmente di quanto volesse far credere». Tra le opere di fantascienza tradizionale pubblicate: Apartness di Vernor Vinge (giugno 1965), testi di Bob Shaw, prime opere di Terry Pratchett, e Vento solare (Sunjammer) di Arthur C. Clarke (marzo 1965).

### Arts Council e dopo
Quando Moorcock rilevò New Worlds da Roberts & Vinter cambiò formato, passando da digest a formato grande con carta di qualità per valorizzare le illustrazioni. Il primo numero in nuovo formato fu luglio 1967 e conteneva il primo episodio di Campo Archimede (Camp Concentration) di Thomas M. Disch, scritto per la rivista e rifiutato dal mercato statunitense per la lingua esplicita. Disch affermò che alcuni passaggi erano scritti sapendo che New Worlds era disponibile per teatro sperimentale. Nuovi autori apparvero nella rivista: M. John Harrison e Robert Holdstock (novembre 1968), Michael Butterworth (maggio 1966). Il numero di dicembre 1968 pubblicò Il tempo considerato come una spirale di pietre semipreziose (Time Considered as a Helix of Semi-Precious Stones) di Samuel R. Delany e quello di aprile 1969 Un ragazzo e il suo cane (A Boy and His Dog) di Harlan Ellison; Delany e Ellison ricevettero premi Nebula (e Delany anche Hugo), anche se il consenso arrivò solo dopo la pubblicazione in volume.
Il n. 177 (luglio 1967) includeva il primo racconto di Pamela Zoline, The Heat Death of the Universe, in cui l'entropia, tema ricorrente in New Worlds, è usata come metafora. Edward James notò che l'obiettivo di New Worlds era usare linguaggi e immagini scientifico-fantascientifici per descrivere scene ordinarie, generando nella mente del lettore percezioni alterate della realtà. Il concetto di inner space, coniato da J. B. Priestley, divenne lo spirito guida della New Wave britannica; secondo James, esso sintetizzava il passaggio dal fantascienza esterna a tematiche interne con tecniche narrative sperimentali.
Con la transizione all'antologia, parte del materiale sperimentale scomparve. Moorcock chiarì nei suoi editoriali di non voler escludere la fantascienza tradizionale, desiderando l'eliminazione dei confini generici e una sf accolta nel mainstream. Le antologie trimestrali erano etichettate come science fiction per volontà dell'editore Sphere; i racconti erano in genere cupi. Autori al debutto nella serie antologica includevano Marta Randall (come Marta Bergstrasser), Eleanor Arnason, Geoff Ryman e Rachel Pollack (come Richard A. Pollack).
Il n. 212 ripubblicò un pezzo di Moorcock e M. John Harrison in forma di parodia de The Guardian, originariamente apparso su Frendz (1971); i due numeri successivi contenevano altri inserti simulati, e il n. 215 offriva materiali più convenzionali, incluso un racconto di Jerry Cornelius scritto da Charles Partington. Il n. 216, ultimo degli anni settanta, ridefinì il tono mock-news. La serie antologica degli anni novanta non cercò di ricreare l'atmosfera delle edizioni anni sessanta/settanta; includeva autori riconosciuti, ma risultò un insuccesso commerciale.

### New Worldse la "New Wave"
L'influenza maggiore di New Worlds sulla fantascienza avvenne negli anni sessanta, con i potenti editoriali di Moorcock. Nel 1965 affermò che un buon autore di fantascienza dovrebbe imparare dai predecessori ma non imitarli; ben presto pubblicò testi radicalmente diversi sia per tecnica che stile, non solo in New Worlds ma in tutto il genere. Il suo obiettivo fu definire un nuovo ruolo di avanguardia per la fantascienza, e la rivista divenne il centro ideologico del movimento New Wave.
Il termine "New Wave" non fu accolto con entusiasmo da tutti; Moorcock e Brian Aldiss disapprovarono in parte l'etichetta. Aldiss scrisse a Judith Merril nel 1966: sospettava fosse una "invenzione giornalistica" e aggiunse: «non faccio parte della New Wave; c'ero prima e voglio esserci anche dopo (sempre a scrivere fantascienza)». Judith Merril fu una voce importante a favore della rivista e della New Wave, e coniò il termine nella sua antologia England Swings SF (1968); visse quasi un anno a Londra per prepararla. Christopher Priest e altri adottarono il termine, ma Aldiss non fu il solo a contestarlo e non ebbe mai una definizione condivisa. Il critico Brian Attebery lo definisce uno stile "dirompente, esistenziale e formalmente audace"; Peter Nicholls, pur titubante nel definirlo, osserva che l'elemento fondamentale fu la convinzione che la sf potesse e dovesse essere trattata seriamente come letteratura. Ballard, autore centrale della New Wave, ne descrisse la differenza con la fantascienza statunitense come caratterizzata da introspezione, pessimismo e incertezza propria, dando un tocco più "fondamentale" e visionario.
Nel periodo 1964–1966, New Worlds e la New Wave erano centrali nel panorama della fantascienza. Nei due editoriali ospiti del 1962 ("Which Way to Inner Space?" di Ballard e "Play with Feeling" di Moorcock) si ravvedono i primi segnali della cultura New Wave. Latham suggerisce che furono "i primi colpi polemici lanciati una volta che Moorcock prese il controllo e nominò Ballard come profeta resident". La risposta da parte di critici e fan fu varia: Christopher Priest definì la rivista una "pro-zine New Wave", ma lodò i suoi narratori e storie sperimentali (eccetto The Crystal World di Ballard, che giudicò "tedioso e stancante"). Ian McAuley suggerì che gli editor "spingevano lo 'inner-space jazz' per quanto possibile". Mike Ashley affermò che New Worlds fu strumentale nel sostenere autori che altrimenti non sarebbero stati pubblicati; detta osservazione fu condivisa da Bould e Butler. Ballard fu oggetto di lodi ma anche di feroci critiche, difeso con veemenza da Moorcock; Peter Weston adottò un approccio più equilibrato elogiando la rivista nelle sue rubriche su Speculation, contrariamente al tono generalmente negativo degli altri suoi contributi.
Negli Stati Uniti le fanzine iniziarono a reagire a New Worlds e al suo stile, estendendo il dibattito alle riviste professionali. Judith Merril elogiò Disch e Ballard su The Magazine of Fantasy and Science Fiction; Algis Budrys su Galaxy la contrastò, condannando entrambi. Frederik Pohl definì New Worlds "terribilmente noiosa", auspicando un ritorno agli avventurosi racconti tradizionali. Gli scrittori americani trovarono difficile restare neutrali nella guerra culturale della New Wave, causa dell'ampiezza dei commenti pro e contro in riviste americane. Latham osserva che la redazione di New Worlds fu attiva all'interno del fandom per contrastare gli attacchi della "Old Guard".
Verso la fine degli anni sessanta il legame con la fantascienza e la New Wave si indebolì. Nel n. 189 (agosto 1969) Platt dichiarò che «New Worlds non è una rivista di fantascienza», e Moorcock la paragonò a una rivista letteraria avanguardistica. Il mondo della fantascienza aveva perso interesse verso New Worlds, che, come osservò Ashley, era diventata "una rivoluzione esaurita". Tuttavia, nel lungo periodo si dimostrò influente: come dice Brian Stableford, "i percorsi aperti dagli autori di New Worlds sono oggi più generalmente percorsi".

## Dettagli bibliografici
La tabella seguente mostra la successione dei direttori di New Worlds, indica per ciascun numero l’editore di pubblicazione e riporta formato, foliazione e prezzo di ogni uscita. Le date tra [parentesi quadre] indicano il mese approssimativo di uscita quando non era riportato in copertina.
| Numeri  | Date                                     | Direttore                           | Editore                                                  | Formato                                          | Pagine | Prezzo          |
| ------- | ---------------------------------------- | ----------------------------------- | -------------------------------------------------------- | ------------------------------------------------ | ------ | --------------- |
| 1–2     | [luglio] 1946 – [ottobre] 1946           | John Carnell                        | Pendulum Publications, Londra                            | pulp                                             | 64     | 2/-             |
| 3       | [ottobre] 1947                           | John Carnell                        | Pendulum Publications, Londra                            | pulp                                             | 64     | 1/6             |
| 4       | [aprile] 1949 – [aprile] 1949            | John Carnell                        | Nova Publications, Londra                                | digest grande                                    | 88     | 1/6             |
| 5–20    | [settembre] 1949 – marzo 1953            | John Carnell                        | Nova Publications, Londra                                | digest grande                                    | 96     | 1/6             |
| 21–31   | giugno 1953 – gennaio 1955               | John Carnell                        | Nova Publications, Londra                                | digest                                           | 128    | 1/6             |
| 32–85   | febbraio 1955 – luglio 1959              | John Carnell                        | Nova Publications, Londra                                | digest                                           | 128    | 2/-             |
| 86      | agosto/settembre 1959                    | John Carnell                        | Nova Publications, Londra                                | digest                                           | 112    | 2/-             |
| 87–88   | ottobre 1959 – novembre 1959             | John Carnell                        | Nova Publications, Londra                                | digest                                           | 128    | 2/-             |
| 89–133  | agosto 1963 – aprile 1964                | John Carnell                        | Nova Publications, Londra                                | digest                                           | 128    | 2/6             |
| 134–141 | settembre 1963 – aprile 1964             | John Carnell                        | Nova Publications, Londra                                | digest                                           | 128    | 3/-             |
| 142–159 | maggio/giugno 1964 – febbraio 1966       | Michael Moorcock                    | Roberts & Vinter, Ltd, Londra                            | tascabile                                        | 128    | 2/6             |
| 160–170 | marzo 1966 – gennaio 1967                | Michael Moorcock                    | Roberts & Vinter, Ltd, Londra                            | tascabile                                        | 160    | 3/6             |
| 171–172 | marzo 1967 – aprile 1967                 | Michael Moorcock                    | Gold Star Publications, Londra                           | tascabile                                        | 128    | 3/6             |
| 173–176 | luglio 1967 – ottobre 1967               | Michael Moorcock                    | Moorcock/Magnelist Publications, Londra                  | patinata                                         | 64     | 3/6             |
| 177     | novembre 1967                            | Michael Moorcock                    | Moorcock/Magnelist Publications, Londra                  | patinata                                         | 64     | 5/-             |
| 178–182 | dicembre 1967/gennaio 1968 – luglio 1968 | Michael Moorcock                    | Moorcock/Stonehart Publications, Londra                  | patinata                                         | 64     | 5/-             |
| 183–188 | ottobre 1968 – marzo 1969                | Michael Moorcock                    | Moorcock privatamente come New Worlds Publishing, Londra | patinata                                         | 64     | 5/-             |
| 189–192 | aprile 1969 – luglio 1969                | Langdon Jones                       | Moorcock privatamente come New Worlds Publishing, Londra | patinata                                         | 64     | 5/-             |
| 193     | agosto 1969                              | Charles Platt                       | Moorcock privatamente come New Worlds Publishing, Londra | patinata                                         | 32     | 3/6             |
| 194     | settembre/ottobre 1969                   | Michael Moorcock                    | Moorcock privatamente come New Worlds Publishing, Londra | patinata                                         | 32     | 3/6             |
| 195     | novembre 1969                            | Charles Platt & R. Glyn Jones       | Moorcock privatamente come New Worlds Publishing, Londra | patinata                                         | 32     | 3/6             |
| 196     | dicembre 1969                            | Graham Hall & Graham Charnock       | Moorcock privatamente come New Worlds Publishing, Londra | patinata                                         | 32     | 3/6             |
| 197–200 | gennaio 1970 – aprile 1970               | Charles Platt                       | Moorcock privatamente come New Worlds Publishing, Londra | patinata                                         | 32     | 3/6             |
| 201     | marzo 1971                               | Michael Moorcock                    | Moorcock privatamente come New Worlds Publishing, Londra | A4                                               | 20     | 25p             |
| 202     | [settembre] 1971                         | Michael Moorcock                    | Sphere Books, Londra                                     | tascabile                                        | 176    | 30p             |
| 203     | [dicembre] 1971                          | Michael Moorcock                    | Sphere Books, Londra                                     | tascabile                                        | 192    | 30p             |
| 204     | [marzo] 1972                             | Michael Moorcock                    | Sphere Books, Londra                                     | tascabile                                        | 208    | 30p             |
| 205     | [giugno] 1972                            | Michael Moorcock                    | Sphere Books, Londra                                     | tascabile                                        | 224    | 35p             |
| 206     | [gennaio] 1973                           | Michael Moorcock                    | Sphere Books, Londra                                     | tascabile                                        | 280    | 40p             |
| 207     | [settembre] 1973                         | Michael Moorcock                    | Sphere Books, Londra                                     | tascabile                                        | 272    | 40p             |
| 208     | [dicembre] 1974                          | Hilary Bailey & Charles Platt       | Sphere Books, Londra                                     | tascabile                                        | 216    | 50p             |
| 209     | [marzo] 1975                             | Hilary Bailey                       | Sphere Books, Londra                                     | tascabile                                        | 224    | 50p             |
| 210     | [novembre] 1975                          | Hilary Bailey                       | Corgi Books, Londra                                      | tascabile                                        | 224    | 50p             |
| 211     | [agosto] 1976                            | Hilary Bailey                       | Corgi Books, Londra                                      | tascabile                                        | 240    | 60p             |
| 212     | Primavera 1978                           | Michael Moorcock                    | Michael Moorcock                                         | A4                                               | 8      | gratuito        |
| 213     | Estate 1978                              | Michael Moorcock                    | Michael Moorcock                                         | A4                                               | 32     | 40p             |
| 214     | Inverno 1978                             | Michael Moorcock                    | Michael Moorcock                                         | A4                                               | 56     | 75p             |
| 215     | Primavera 1979                           | David Britton & Michael Butterworth | David Britton & Michael Butterworth                      | A4                                               | 48     | £1.00           |
| 216     | settembre 1979                           | Charles Platt                       | Charles Platt                                            | A4                                               | 44     | £1.00           |
| 217     | 1991                                     | David Garnett                       | Gollancz, Londra                                         | tascabile                                        | 267    | £4.99           |
| 218     | 1992                                     | David Garnett                       | Gollancz, Londra                                         | tascabile                                        | 293    | £5.99           |
| 219     | 1993                                     | David Garnett                       | Gollancz, Londra                                         | tascabile                                        | 219    | £6.99           |
| 220     | 1994                                     | David Garnett                       | Gollancz, Londra                                         | tascabile                                        | 224    | £6.99           |
| 221     | Inverno 1996                             | Michael Moorcock                    | Michael Moorcock                                         | A4                                               | 64     | £10.00          |
| 222     | 1997                                     | David Garnett                       | White Wolf, Stone Mountain (Georgia)                     | tascabile                                        | 357    | $12.99          |
| 223     | 2021                                     | Nick Gevers & Peter Crowther        | PS Publishing                                            | brossura e cartonato firmato a tiratura limitata | 360    | £15.99 / £59.99 |

Ci furono ristampe statunitensi di sei volumi della serie antologica New Worlds Quarterly: i primi quattro presso Berkley Books; successivamente Avon Books ne pubblicò altri due dopo l’interruzione di Berkley e, avendo saltato il quinto volume, rinumerò i volumi 6 e 7 come New Worlds Quarterly 5 e New Worlds Quarterly 6.

### Edizioni statunitensi
Un’edizione statunitense di New Worlds ebbe breve corso nel 1960, pubblicata dalla Great American Publications, allora editrice di Fantastic Universe sotto la direzione di Hans Stefan Santesson. Il primo numero apparve nel marzo 1960: non riportava il nome di Carnell e accreditava Santesson come direttore. Benché la narrativa fosse interamente composta da ristampe—tutte, salvo una, provenienti dall’edizione britannica—ciò non era dichiarato al lettore. Carnell giudicò negativamente il risultato di questo tentativo di ingresso nel mercato USA, ma la Great American fallì entro l’anno e uscirono soltanto cinque numeri, con cadenza mensile da marzo a luglio. I contenuti non corrispondevano a specifici numeri britannici: la maggior parte dei testi proveniva da New Worlds, ma uno racconto fu ripreso dall’edizione Nova di Science Fiction Adventures e tre da Fantastic Universe, che aveva cessato le pubblicazioni nel marzo 1960.
In seguito l’edizione britannica fu distribuita negli Stati Uniti quasi immutata, con data di copertina posticipata di un mese, a partire dal numero 99 (ottobre 1960).

### Antologie
Sono state pubblicate varie antologie di racconti apparsi su New Worlds, tra cui:
| Anno | Curatore         | Titolo                                   |
| ---- | ---------------- | ---------------------------------------- |
| 1955 | John Carnell     | The Best from New Worlds Science Fiction |
| 1964 | John Carnell     | Lambda I and Other Stories               |
| 1965 | Michael Moorcock | The Best of New Worlds                   |
| 1967 | Michael Moorcock | The Best S.F. Stories from New Worlds    |
| 1968 | Michael Moorcock | The Best Stories from New Worlds 2       |
| 1968 | Michael Moorcock | The Best S.F. Stories from New Worlds 3  |
| 1969 | Michael Moorcock | The Best S.F. Stories from New Worlds 4  |
| 1969 | Michael Moorcock | The Best S.F. Stories from New Worlds 5  |
| 1970 | Michael Moorcock | The Best S.F. Stories from New Worlds 6  |
| 1971 | Michael Moorcock | The Best S.F. Stories from New Worlds 7  |
| 1974 | Michael Moorcock | The Best S.F. Stories from New Worlds 8  |
| 1983 | Michael Moorcock | New Worlds: An Anthology                 |

## Annotazioni
1. ↑  Quegli incontri furono l'ambientazione di una serie di racconti di Arthur C. Clarke, poi raccolti in All'insegna del Cervo Bianco (Tales from the White Hart).[6]
2. ↑  Il nome fu suggerito da Madge, moglie di Walter Gillings.[10]
3. ↑  In una lettera di Moorcock a Judith Merril del 17 maggio si afferma che il contributo non era ancora ufficiale.[24]
4. ↑  Moorcock ricorda di aver garantito le spese redazionali e i compensi ai collaboratori, con Warburton garante della stampa; Greenland attribuisce le garanzie a Aldiss e Warburton.[24][25]
5. ↑  Secondo Moorcock, Stein venne a conoscenza di New Worlds grazie a una menzione nel «Diary» di The Times.[25]
6. ↑  Moorcock (1979) afferma di non aver mai saputo quale racconto avesse causato i reclami. Ashley ipotizza Jack Barron e l'eternità oppure, nello stesso fascicolo, un racconto di Langdon Jones in cui una ragazza discute con Cristo sulla croce.[23][25]
7. ↑  Moorcock definì questa posizione «ipocrita» e sostenne che W.H. Smith pose in seguito «ogni ostacolo possibile» alla rivista.[25]
8. ↑  Per questo le edizioni statunitensi numerate 5 e 6 corrispondono ai volumi 6 e 7 dell'edizione britannica.
9. ↑  Questa citazione è tratta dall'articolo di Stableford su New Worlds nella prima edizione (1979) della Science Fiction Encyclopedia e rimane invariata nella versione online corrente, attribuita a Stableford, Peter Nicholls e Mike Ashley.[31][51]